# Bán hàng phức tạp
Bán hàng phức tạp (tiếng Anh: complex sales), còn được gọi là bán hàng doanh nghiệp, có thể đề cập đến phương thức giao dịch đôi khi được các tổ chức sử dụng khi mua hợp đồng lớn cho hàng hóa và/hoặc dịch vụ mà khách hàng nắm quyền kiểm soát quy trình bán hàng bằng cách đưa ra Đề nghị mời thầu (RFP) và yêu cầu phản hồi đề xuất từ các nhà cung cấp được xác định hoặc quan tâm trước đó. Bán hàng phức tạp liên quan đến chu kỳ bán hàng dài với nhiều người ra quyết định. Nhiều bên liên quan và các bên liên quan đóng góp vào mọi hoạt động bán hàng phức tạp.

## Mô tả
Bất kỳ sản phẩm hoặc dịch vụ nào cũng có thể trở thành một hoạt động bán hàng phức tạp. Trong một số trường hợp, bán hàng phức tạp xảy ra khi thị trường trưởng thành và cổ phần đủ cao để đảm bảo sự chú ý từ nhiều bên liên quan trong tổ chức mua. Trong các trường hợp khác, quy trình bán hàng phức tạp là cần thiết khi người mua chưa bao giờ có kinh nghiệm với nhà cung cấp, công nghệ đang được bán hoặc nếu giải pháp kinh doanh quan trọng hoặc tác động đến tổ chức mua ở cấp độ chiến lược. Hàng loạt các bộ lọc, các bước mua và các bên liên quan có liên quan được thiết kế để giảm thiểu rủi ro liên quan đến việc đưa ra quyết định mua sai.
Thường thì cần phải có nhiều bên liên quan hoặc người mua liên quan đến mức độ rủi ro liên quan đến việc mua hoặc bán hàng hóa và/hoặc dịch vụ. Là người mua hoặc tổ chức mua hàng nếu việc mua chỉ ảnh hưởng đến một nhóm nhỏ người hoặc thành phần của tổ chức mua thì thường là quyết định được thực hiện bởi một người mua và quá trình này có xu hướng khá mang tính giao dịch.
Nếu việc mua hàng tác động đến toàn bộ tổ chức, ảnh hưởng đến công ty một cách chiến lược hoặc có thể thay đổi quy trình kinh doanh của người mua thì người bán hàng phải có một bộ kỹ năng phù hợp hơn với chuyên gia hoặc chuyên gia tư vấn. Loại nhân viên bán hàng này thường có thể được gọi là Người quản lý tài khoản chính hoặc cán bộ bán hàng phức tạp cấp cao.
Các cơ hội bán hàng lớn hoặc phức tạp mang tính quốc tế về bản chất đòi hỏi một bộ kỹ năng cá nhân và bán hàng bổ sung. Sự cần thiết cho nhận thức đa văn hóa có thể thêm một lớp phức tạp bổ sung trong quy trình bán hàng.
Việc mua lớn hơn và người mua có nguy cơ tin cậy và độ tin cậy cao hơn từ Nhà cung cấp. Là một Quản trị viên Tài khoản Chính hoặc Chuyên viên Bán hàng phức tạp ngoài kiến thức sản phẩm và kỹ năng bán hàng tư vấn, Chuyên viên bán hàng phức tạp hàng đầu cũng có khả năng xây dựng mối quan hệ khách hàng mạnh mẽ và điều hướng và tránh những cạm bẫy chính trị trong các tổ chức khách hàng.

## Các hình thức bán hàng phức tạp
- Bán dịch vụ tư vấn kỹ thuật
- Giá thầu quản lý cơ sở vật chất bao gồm cung cấp dịch vụ FM mềm và cứng
- Bán công nghệ doanh nghiệp như các giải pháp CRM hoặc POS
- Mạng dữ liệu riêng tư như MPLS
- Bán bảo hiểm thương mại
- Phát triển bất động sản
- Bán tàu lớn
- Bán thiết bị khai thác mỏ (ví dụ: máy kéo Caterpillar và máy khoan đường hầm lớn)
- Bán giải pháp khoa học (Phân tích và quản lý dữ liệu)
- Sở hữu chính phủ như cho phần cứng và dịch vụ quân sự
- Xây dựng hệ thống quản lý
- Hệ thống an ninh

## Thí dụ
SpaceX: Trong vòng vài năm sau khi Elon Musk thành lập SpaceX, ông đã có thể ký hợp đồng trị giá hàng tỷ đô la với NASA và ông đã thuyết phục thành công NASA sử dụng các tàu vũ trụ do SpaceX chế tạo để thay thế các tàu con thoi cũ. Trong trường hợp này, 'nhân viên bán hàng' là không cần thiết, vì người mua sẽ muốn nói chuyện trực tiếp với CEO trong một thỏa thuận lớn này. Ngoài công nghệ tiên tiến và giá cả, trở ngại chính trị là một vấn đề quan trọng đối với thỏa thuận này. SpaceX và 3.000 nhân viên của nó hầu hết sống ở California, trái ngược với ngành công nghiệp hàng không vũ trụ truyền thống của Hoa Kỳ với 500.000 người trải rộng trên khắp 50 tiểu bang. Vì vậy, SpaceX phải đối mặt với áp lực từ các thành viên của Quốc hội, những người không muốn các quỹ liên bang rời khỏi tiểu bang của họ. Để vượt qua các rào cản chính trị và đáp ứng các bên liên quan khác nhau của ngành công nghiệp hàng không vũ trụ Mỹ, mỗi giao dịch mất hàng tháng hoặc thậm chí lâu hơn để hoàn thành. Khi doanh số bán hàng phức tạp chỉ cần một vài giao dịch mỗi năm, Elon Musk tập trung vào những người quan trọng nhất, trong trường hợp này các chính trị gia.

## Kiểm soát bán hàng
Do chi phí cao của các đề xuất trong bán hàng phức tạp tỷ lệ trúng thầu tức là tỷ lệ mua hàng thành công là một chỉ báo có giá trị về hiệu suất của lực lượng bán hàng.

## Giới hạn của bán hàng phức tạp
Bằng cách phân tích các đặc điểm của 'người biểu diễn xuất sắc', Dixon và Adamson lập luận rằng xây dựng các mối quan hệ cá nhân và chuyên nghiệp mạnh mẽ và những người ủng hộ giữa các khách hàng không còn là yếu tố thành công quan trọng nhất để bán. Ngược lại, gần 40% "người biểu diễn xuất sắc là những người bán hàng đã đẩy suy nghĩ của họ và không ngại chia sẻ quan điểm gây tranh cãi với cả khách hàng và ông chủ của họ.